# Bassäng

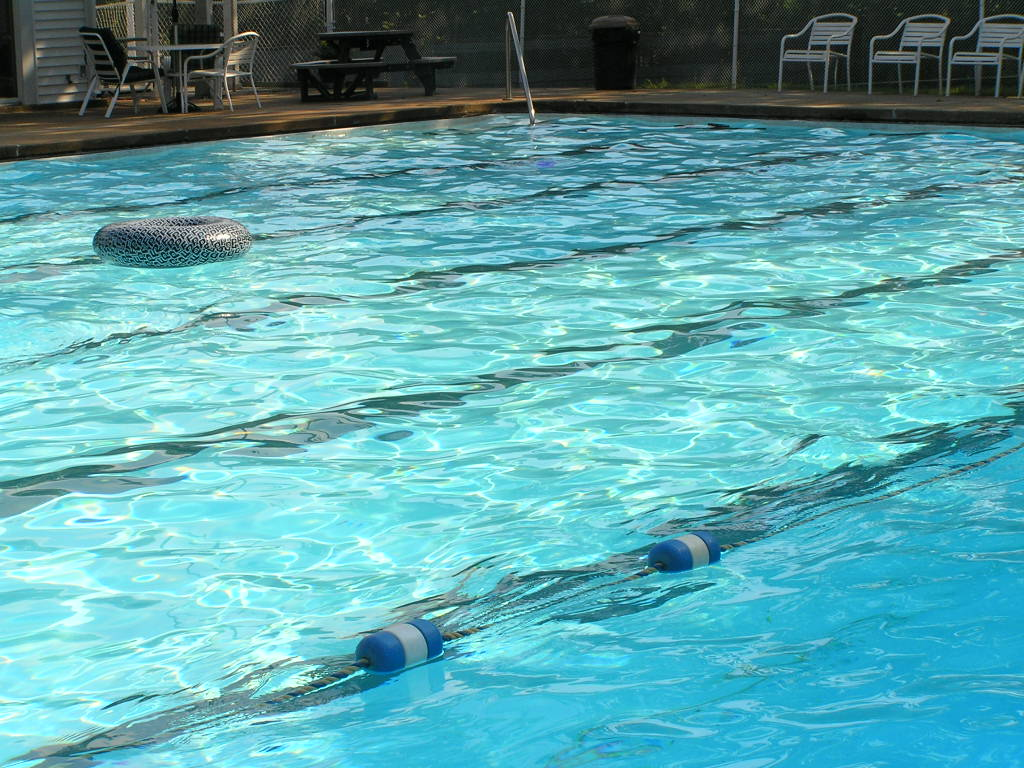
En simbassäng.

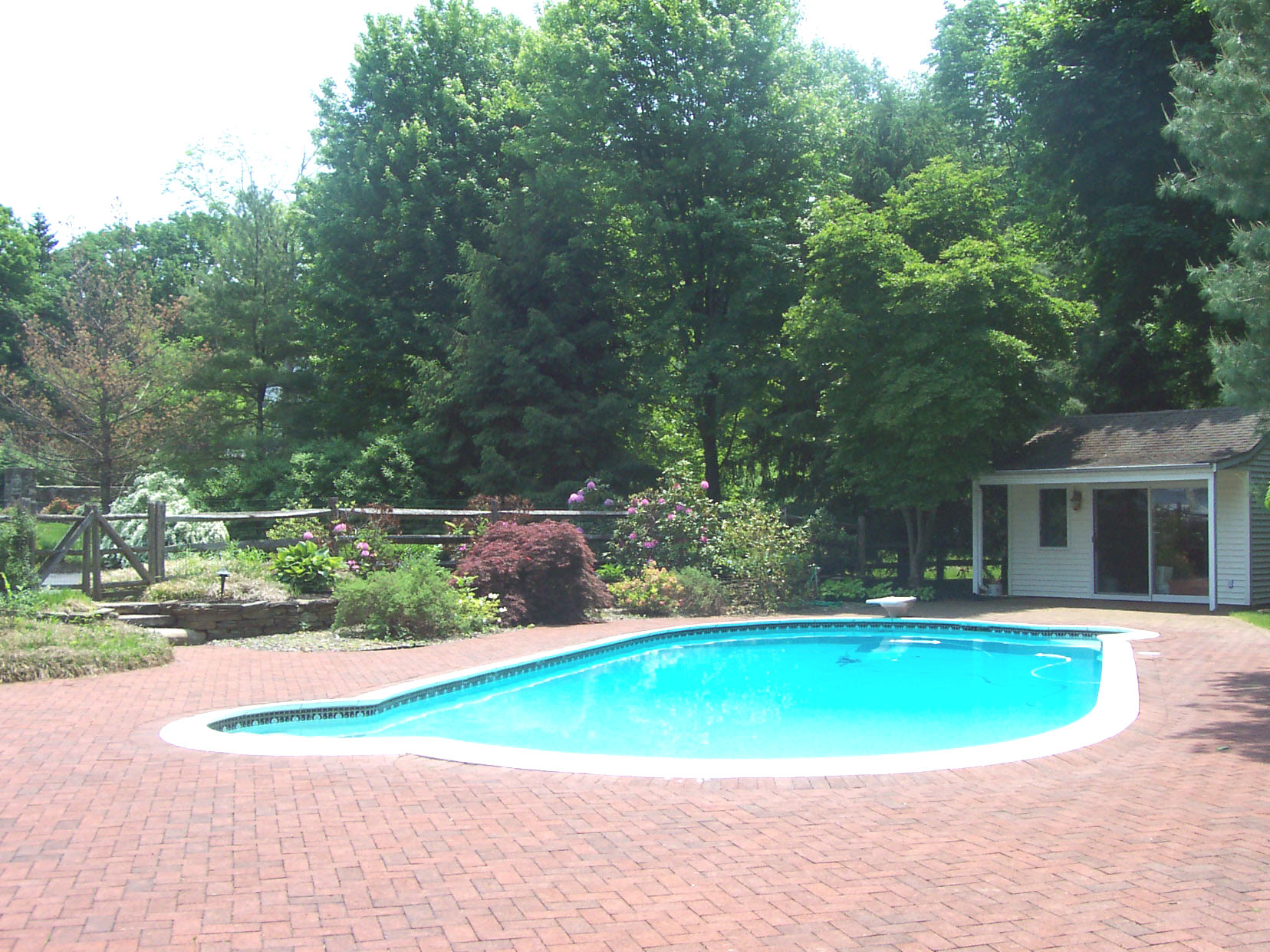
En privat swimmingpool.

Bassäng (franska bassin, bäcken, ytterst av latin eller bacca, vattenfat) eller pool är en större, öppen vattenbehållare, till exempel i form av en simbassäng eller hamnbassäng. Swimmingpool syftar vanligtvis på en privatägd pool.
Simbassänger används för bad och simning, i exempelvis badhus, såsom simhallar, och utomhusbad. Allmänna simbassänger är vanligtvis 50 eller 25 meter långa, medan privata swimmingpooler i villaträdgårdar normalt är mindre. I Olympiska spelen och andra tävlingar för simning används särskilda olympiska mått för bassängens storlek. Bassänger kan innehålla klor för att hålla bassängerna rena. För tillverkning av swimmingpooler används vanligen material som glasfiber, polyeten och metallbeläggning i form av varmgalvaniserat stål.